# Anacamptis coriophora
L'orchidea cimicina (Anacamptis coriophora (L.) R.M.Bateman, Pridgeon & M.W.Chase, 1997) è una pianta appartenente alla famiglia delle Orchidacee, diffusa in Europa e Medio Oriente.
L'epiteto specifico deriva dal greco κορίς = "cimice" e φορός = "che porta", cioè portatrice di cimici, in riferimento all'odore sgradevole emesso dal fiore.

## Descrizione

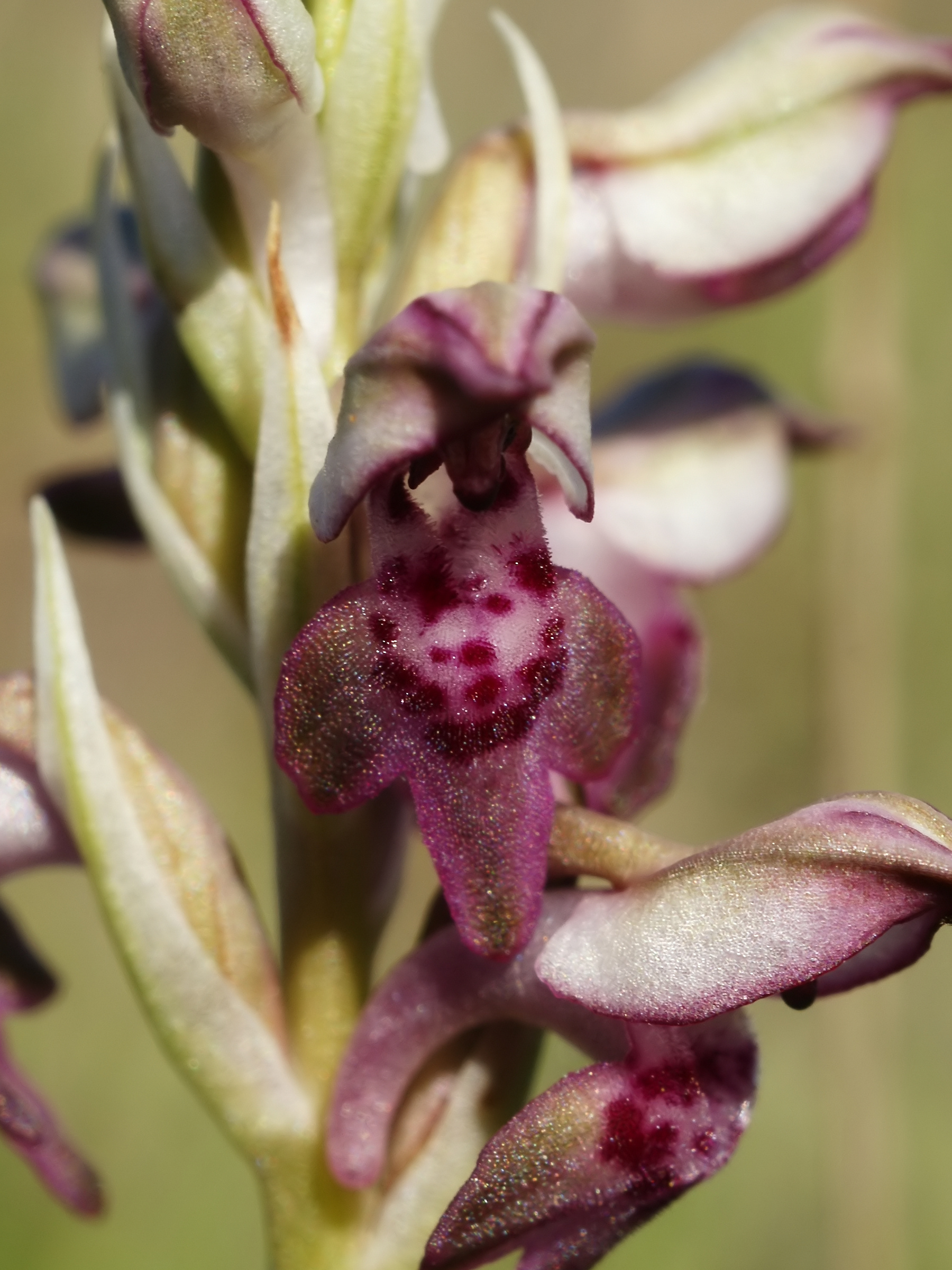
Dettaglio del fiore

È una pianta erbacea geofita bulbosa, con fusto alto da 10 a 40 cm, verde alla base, tendente al porpora verso l'apice.
L'apparato radicale è costituito da due rizotuberi tondeggianti.
Le foglie inferiori, glaucescenti, sono lineari-lanceolate, quelle cauline sono più corte, disposte a guaina attorno al fusto; le brattee, lanceolate, sono verdastre con sfumature rosate.
I fiori sono riuniti, in numero di 15-30, in una infiorescenza densa, inizialmente piramidale, poi cilindrica. 
I sepali e i petali, di colore porpora con venature verdastre, sono riuniti a formare un casco attorno al labello. Quest'ultimo è trilobato, più lungo che largo, ginocchiato alla base, con lobo mediano rivolto all'indietro e lobi laterali più brevi, con margine dentato. La parte centrale del labello è più chiara e finemente macchiettata di porpora. Lo sperone è conico, arcuato verso il basso. Il ginostemio è di colore rossastro, con antera violacea e masse polliniche giallastre.
Fiorisce da aprile a giugno.

## Biologia
Si riproduce per impollinazione entomofila ad opera di diverse specie di Apidae (Bombus spp., Apis spp.).

## Distribuzione e habitat
Ha un areale molto ampio che si estende dall'Europa al Medio Oriente.
In Italia è diffusa in tutta la penisola e nelle isole maggiori.
Cresce in prati, cespuglieti, uliveti e lungo i margini delle strade, da 0 a 1500 m di altitudine.

## Tassonomia
Descritta da Linneo come Orchis coriophora questa specie è stata recentemente assegnata al genere Anacamptis.
Il numero cromosomico di Anacamptis coriophora è 2n=36.

### Sottospecie
Le popolazioni di A. coriophora presenti nella penisola italiana a sud del Po e nelle isole hanno fiori di colore più rosato e soprattutto, anziché lo sgradevole odore di cimice, emanano un piacevole odore di vaniglia. Sulla base di tali differenze alcuni Autori riconoscono tali entità come una sottospecie distinta (Anacamptis coriophora subsp. fragrans). La sottospecie tuttavia non è riconosciuta come valida da Plant of the World Online.

### Ibridi
Sono stati descritti ibridi intergenerici con altri generi di Orchidinae tra cui:
- × Serapicamptis (Anacamptis × Serapias)[4]
  - × Serapicamptis andaluciana (B.Baumann & H.Baumann) H.Kretzschmar, Eccarius & H.Dietr., 2007 (A. coriophora × S. parviflora)
  - × Serapicamptis duffortii (E.G.Camus) H.Kretzschmar, Eccarius & H.Dietr., 2007 (A. coriophora × S. lingua)
  - × Serapicamptis tommasinii (A.Kern.) J.M.H.Shaw, 2005 (A. coriophora × S. vomeracea)